# Tomàs Solanes
Tomàs Solanes (? — Martorell, 1808), fou un pintor i gravador català que va ser director de l'escola de Llotja. Se'l considera seguidor de l'estil de Maella i Mengs.

## Biografia
A partir de 1775 es va formar a la recentment creada Escola de Llotja de la mà dePasqual-Pere Moles i Corones. Posteriorment, va ser becat per tres anys amb "5 rals diaris" a la Reial Acadèmia de Belles Arts de San Fernando sota la supervisió de Maella (1779), de la que va ser acadèmic supernumerari el 1786. Va tornar a Barcelona exercint de professor de dibuix a la Llotja, lloc del que fou destituït cap al 1789. Al final de la seva carrera fou nomenat director de l'escola de Llotja, en aquell moment anomenada Escola de Nobles Arts entre 1804-1805. Va ocupar el càrrec de pintor de la ciutat de Barcelona, succeint Pere Bofill.

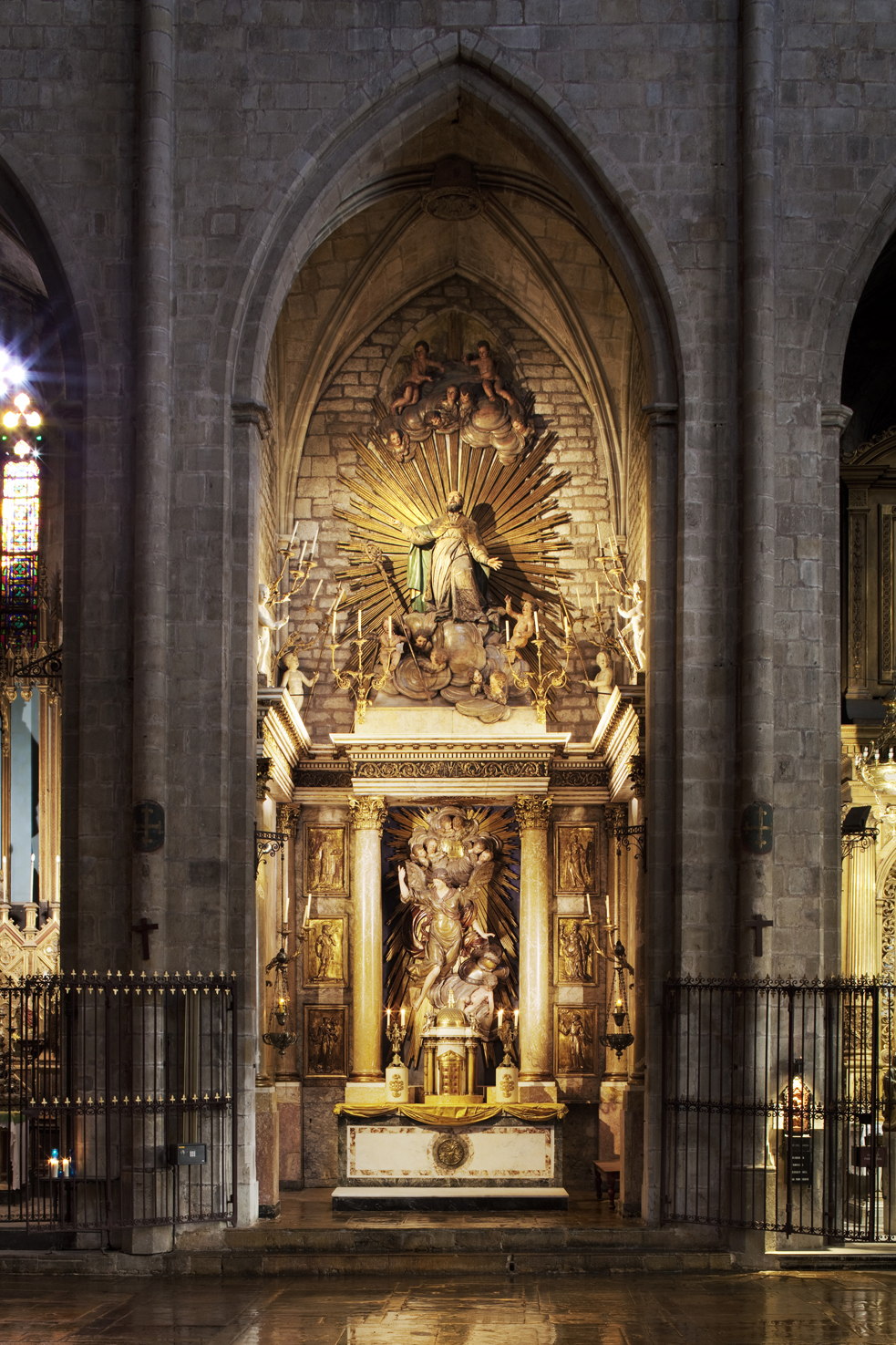
Capella dels Revenedors a Santa Maria del Pi, amb el retaule de Salvador Gurri i Tomàs Solanes. (1798-1800)

## Obres
Entre les seves obres destaquen:
- La decoració amb pintures d'escenes de Samsó i Dalida a la sala de la casa Cortada del carrer del Pi de Barcelona.[6]
- A la Reial Acadèmia Catalana de Belles Arts de Sant Jordi hi ha una pintura d'una "Sagrada Família amb àngel" de 1782 atribuïda a Solanes.[7]
- Una pintura còpia de l'obra de Maella, El naixement de Jesús que constava en un inventari de la Junta de Comerç de 1847,[8] i una còpia del "Sant Sebastià" de Guercino.[1]
- Decoració interior de la Casa del Poeta Cabanyes a Vilanova i la Geltrú.[9]
- 1798-1800 Retaule neoclàssic dedicat a Sant Miquel Arcàngel del Gremi de Tenders Revenedors a Santa Maria del Pi de Barcelona, una obra compartida amb el seu mestre Salvador Gurri.[10]